# Ковкий чавун

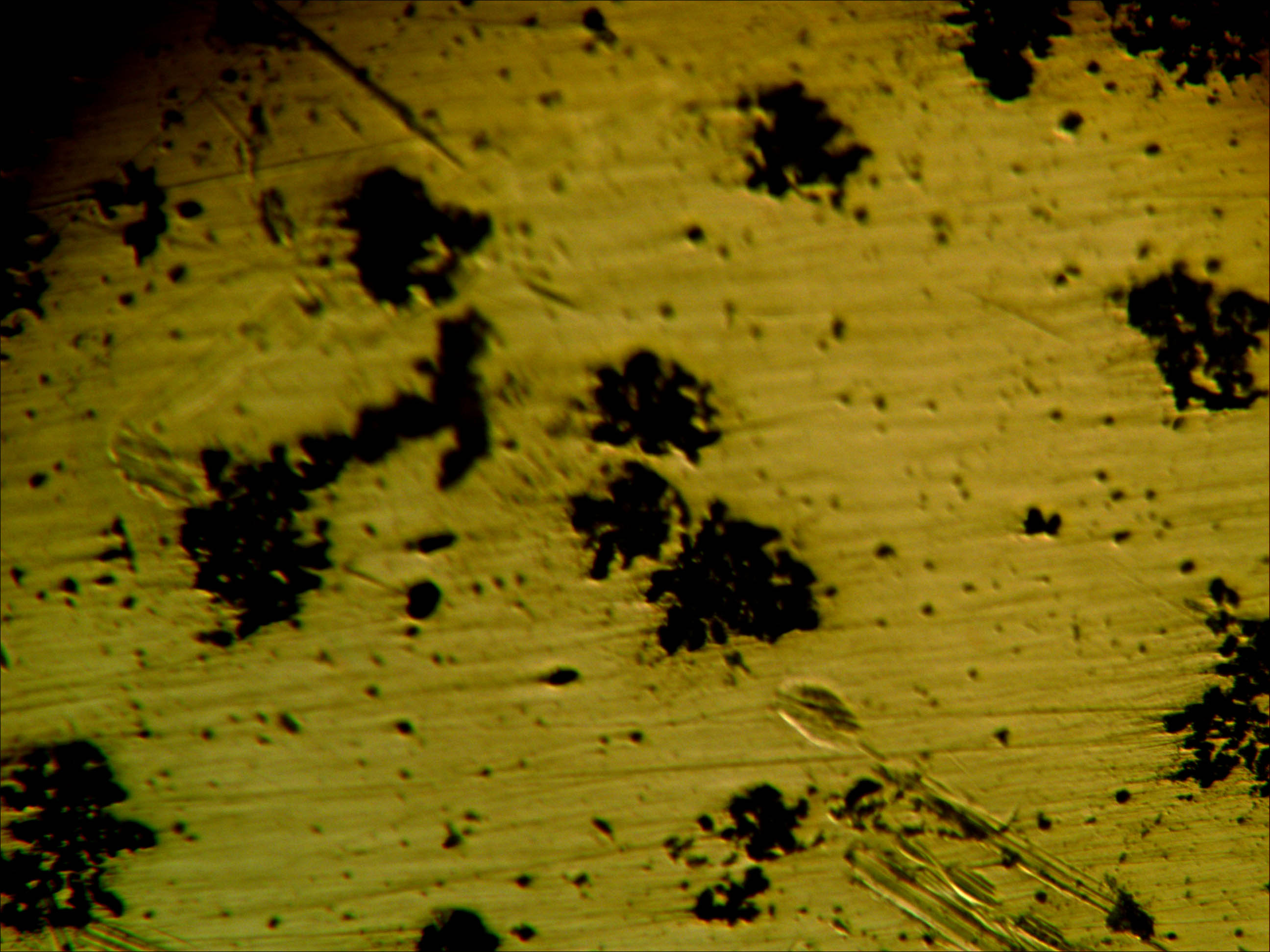
Мікроструктура ковкого чавуну. Чорні плями — пластівці графіту.

Ко́вки́й чаву́н — умовна назва чавуну, що відзначається підвищеною пластичністю. Міцний, стійкий до впливу зовнішнього (корозійного) середовища і проти зношування, має добрі ливарні властивості. Містить 2,2…3,1 % вуглецю. Назва чавуну — умовна, оскільки він не піддається куванню, хоча він пластичніший ніж сірий чавун і білий чавун.

## Отримання
Ковкий чавун отримується відпалом доевтектичного із вмістом вуглецю 2,3…2,8 % білого чавуну (крицювання чавуну). При відпалі цементит білого чавуну розпадається і вуглець виділяється у вільному стані, утворюючи пластівчасті включення графіту. Цю форму графіту прийнято називати вуглецем відпалу. Ступінь розпаду цементиту при відпалі визначає структуру металевої основи ковкого чавуну.

## Маркування
Ковкі чавуни мають графітові включення в вигляді пластівців і в залежності від складу структури металевої основи поділяються як і сірі чавуни на феритний (Ф) та перлітний (П) класи:
- ковкі чавуни феритного класу, характеризується феритною або ферито-перлітною структурою металевої основи. Маркуються наступним чином: КЧ 30-6 (КЧ —ковкий чавун з границею міцності на розтяг 300 МПа і відносним видовженням 6 %), КЧ 33-8, КЧ 35-10, КЧ 37-12.
- ковкі чавуни перлітного класу, характеризується перлітною структурою металевої основи. До них належать марки: КЧ 47-7, КЧ 50-5, КЧ 55-4, КЧ 60-3, КЧ 65-3, КЧ 70-2, КЧ 80-1,5.

## Використання
З ковкого чавуну виготовляють колінчасті і розподільні вали, поршні дизельних двигунів, коромисла клапанів, деталі зчеплення, деякі деталі сільсько-господарських машин тощо.